# Естествено число
В математиката естествено число е цяло положително число (1, 2, 3, …).
Естествените числа се използват при броенето („На масата има 3 ябълки“) и при номерацията („Той завърши на 3-то място“).

## Записване
В математиката е прието множеството на естествените числа да се означава с N или с {\displaystyle \mathbb {N} }
. По определение това е безкрайно и изброимо множество. За да се избегне объркването дали нулата се включва или не, се използват също следните означения:
- за естествените числа: N или {\displaystyle \mathbb {N} }

- за целите положителни числа:  Z+ или {\displaystyle \mathbb {Z} ^{+}}, където {\displaystyle \mathbb {Z} } е множеството на целите числа.
- за целите неотрицателни числа: Z+0 или {\displaystyle \mathbb {Z} _{0}^{+}}, където {\displaystyle \mathbb {Z} } е множеството на целите числа.

По конвенция в онези дялове на математиката, в които се набляга предимно на мултипликативните свойства на естествените числа — напр. в теорията на числата — под {\displaystyle \mathbb {N} } се разбира {\displaystyle \mathbb {Z} ^{+}}. Където естествените числа се използват предимно за броене — напр.комбинаторика, математическа логика, теория на множествата и информатика — {\displaystyle \mathbb {N} } по-често означава {\displaystyle \mathbb {N} ^{0}}. Според международния стандарт ISO 80000-2 множеството {\displaystyle \mathbb {N} } на естествените числа включва нулата.

## Математическааксиоматизация
Следва точното математическо определяне на естествените числа, предложено от Джузепе Пеано през 1889. Това са наречените на него аксиоми на Пеано:
- 0 е естествено число.
- Всяко естествено число a има наследник a+1, който също е естествено число.
- Няма естествено число, чийто наследник е 0.
- Ако две естествени числа са различни, тогава и наследниците им са различни: ако a≠b, тогава a+1≠b+1.
- Ако за едно подмножество на естествените числа A важи: 0 ∈ A и за всяко a ∈ A важи a+1 ∈ A, то множеството A е равно на множеството на естествените числа. (Тази аксиома осигурява правилността на математическата индукция като доказателствен метод).

В теорията на множествата се използва следната конструкция на естествените числа, предложена от Джон фон Нойман:
- 0 := {}
- 1 := {0} = {{}}
- 2 := {0, 1} = {{}, {{}}}
- 3 := {0, 1, 2} = {{}, {{}}, {{}, {{}}}}
- n+1 := {0, 1,..., n} = n U {n}

Всяко от естествените числа се представя като мощността на съответното множество.
Според това определение множеството n съдържа точно n елемента и n ≤ m тогава и само тогава, когато n е подмножество на m.
Въпреки че тази конструкция е удачна, тя не е единствената възможна. Например:
- 0 := {}
- n+1 := {n}

Тогава 1 := {0} = {{}}, 2 := {1} = {{{}}} и т.н.

## Основни свойства
- Комутативност на събирането: a + b = b + a.
- Комутативност на умножението: ab = ba.
- Асоциативност на събирането: (a + b) + c = a + (b + c).
- Асоциативност на умножението: (ab)c = a(bc).
- Дистрибутивност на умножението относно събирането: a(b+c) = ab + ac, (b + c)a = ba + ca.